# Объёмная сила
Объёмная сила (или распределённая сила) — сила, действующая на каждый элементарный объём вещества, из которого состоит тело, а не на поверхность или какую-либо точку тела. Как и любая сила, измеряется в Н (в системе СИ). К объёмным относятся силы воздействия внешнего поля (электромагнитного, гравитационного) на тело конечных размеров и силы инерции. Если сила, действующая на элементарный объём, пропорциональна его массе, может использоваться синоним массовая сила.
Оперировать термином «объёмная сила» имеет смысл в ситуациях, когда сила не может с приемлемой точностью считаться сосредоточенной, то есть приложенной к «объекту в целом». 
Напряжением объёмной силы (плотностью силы {\displaystyle {\vec {f}}}, Н/м3) называют отношение {\displaystyle d{\vec {F}}/dV} объёмной силы, действующей на бесконечно малый объём вещества, к величине этого объёма. Случай сосредоточенной или поверхностной силы может рассматриваться как частный случай объёмной, в котором зависящая от координат {\displaystyle {\vec {r}}} плотность силы {\displaystyle {\vec {f}}({\vec {r}})} имеет острые максимумы в какой-то точке или на какой-то поверхности.